# Abu Hamid al-Isfara'ini
Ne pas confondre avec Abu Ishaq Al-Isfarāyīnī, mort vers 1027.
Ne pas confondre avec Abû l-Qâsim al-Isfarâ'inî, mort vers 1060.
Abu Hamid al-Isfara'ini est un juriste musulman de rite chaféite. Il est né dans la province perse du Khorasan en 955. Il est mort en 1016,.
À Bagdad, il a étudié le fiqh auprès de al-Marzuban et ad-Daraki. Il étudie également la tradition (les hadiths) auprès de ad-Daraqutni. Il gagne en notoriété et devient le chef de l'école chaféite de Bagdad.
Il compte, parmi ses élèves, al-Mawardi, Abu al-Hasan al-Mahamili et Abu at-Taiyid at-Tabari (m. 1058). Ce dernier devient le chef de l'école chaféite à la mort d'al-Isfara'ini. On dit que le cours d'al-Isfara'ini était suivi par sept-cents élèves.
C'est un chaféite traditionaliste, qui considère avec méfiance le kalâm, et notamment l'école acharite.

## Œuvre
At-taʿliqa